# Campeonato da NACAC de Atletismo Sub-23 de 2023 - Resultados
Esses foram os resultados do Campeonato da NACAC de Atletismo Sub-23 de 2023 que ocorreram de 21 a 23 de julho de 2023, no Estádio Nacional, em San José, na Costa Rica.

## Resultado masculino

### 100 metros
Bateria – 21 de julho
Vento:
Bateria 1: +3.1 m/s, Bateria 2: +3.1 m/s, Bateria 3: +1.9 m/s
| Posição | Bateria | Atleta             | Nacionalidade            | Tempo | Notas           |
| ------- | ------- | ------------------ | ------------------------ | ----- | --------------- |
| 1       | 1       | Adrian Kerr        | Jamaica                  | 10.09 | Q               |
| 2       | 3       | Travis Williams    | Jamaica                  | 10.11 | Q,              |
| 3       | 3       | Diego González     | Porto Rico               | 10.13 | Q,              |
| 4       | 2       | Earl Simmonds      | São Vicente e Granadinas | 10.16 | Q               |
| 5       | 1       | Omari Lewis        | Trinidad e Tobago        | 10.22 | Q               |
| 5       | 2       | Sam Blaskowski     | Estados Unidos           | 10.22 | Q               |
| 7       | 1       | Rodney Heath Jr.   | Estados Unidos           | 10.23 | q               |
| 8       | 2       | Adam Musgrove      | Bahamas                  | 10.30 | q               |
| 9       | 3       | Darian Clarke      | Barbados                 | 10.32 | Recorde pessoal |
| 10      | 1       | Darion Skerritt    | Antígua e Barbuda        | 10.37 |                 |
| 10      | 2       | Yeykell Romero     | Nicarágua                | 10.37 |                 |
| 12      | 3       | Wanyae Belle       | Ilhas Virgens Britânicas | 10.45 | Recorde pessoal |
| 13      | 1       | Alejandro Ricketts | Costa Rica               | 10.49 |                 |
| 14      | 2       | Dominic Cole       | Trinidad e Tobago        | 10.65 |                 |
| 15      | 3       | Shamayl Kooper     | Costa Rica               | 10.77 |                 |
| 16      | 1       | Terrone Webster    | Anguila                  | 10.84 |                 |
| 17      | 3       | Sanjay Weekes      | Monserrate               | 11.02 |                 |
| 18      | 2       | Glenford Williams  | Belize                   | 16.33 |                 |
| 99      | 1       | Darren Pierret     | Turcas e Caicos          | DQ    | [ 3 ]           |

Final – 21 de julho
Vento:
+1.7 m/s
| Posição           | Raia | Atleta           | Nacionalidade            | Tempo | Notas           |
| ----------------- | ---- | ---------------- | ------------------------ | ----- | --------------- |
| Medalha de ouro   | 4    | Adrian Kerr      | Jamaica                  | 10.08 | Recorde pessoal |
| Medalha de prata  | 5    | Travis Williams  | Jamaica                  | 10.12 |                 |
| Medalha de bronze | 3    | Diego González   | Porto Rico               | 10.22 |                 |
| 4                 | 2    | Omari Lewis      | Trinidad e Tobago        | 10.28 | Recorde pessoal |
| 5                 | 7    | Sam Blaskowski   | Estados Unidos           | 10.34 |                 |
| 6                 | 6    | Earl Simmonds    | São Vicente e Granadinas | 10.35 | Recorde pessoal |
| 7                 | 8    | Adam Musgrove    | Bahamas                  | 10.45 |                 |
| 8                 | 1    | Rodney Heath Jr. | Estados Unidos           | 10.63 |                 |

### 200 metros
Bateria – 22 de julho
Vento:
Bateria 1: +0.4 m/s, Bateria 2: 0.0 m/s, Bateria 3: -0.1 m/s
| Posição | Bateria | Atleta              | Nacionalidade            | Tempo | Notas |
| ------- | ------- | ------------------- | ------------------------ | ----- | ----- |
| 1       | 2       | Connor Washington   | Estados Unidos           | 20.85 | Q     |
| 2       | 2       | Demar Francis       | Jamaica                  | 20.99 | Q     |
| 3       | 1       | Callum Robinson     | Canadá                   | 21.00 | Q     |
| 4       | 3       | Brice Chabot        | Estados Unidos           | 21.02 | Q     |
| 5       | 1       | Terrence Jones Jr.  | Bahamas                  | 21.07 | Q     |
| 5       | 3       | Darion Skerritt     | Antígua e Barbuda        | 21.07 | Q     |
| 7       | 1       | Timothy Frederick   | Trinidad e Tobago        | 21.13 | q     |
| 8       | 3       | Darian Clarke       | Barbados                 | 21.16 | q     |
| 9       | 1       | Alexavier Monfries  | Jamaica                  | 21.22 |       |
| 10      | 2       | Adam Musgrove       | Bahamas                  | 21.31 |       |
| 11      | 3       | Almond Small        | Canadá                   | 21.42 |       |
| 12      | 3       | Wanyae Belle        | Ilhas Virgens Britânicas | 21.42 |       |
| 13      | 1       | Yeykell Romero      | Nicarágua                | 21.46 |       |
| 14      | 2       | Raheem Taitt-Best   | Barbados                 | 21.86 |       |
| 15      | 2       | Suresh Black        | Bermudas                 | 21.96 |       |
| 16      | 1       | Alejandro Ricketts  | Costa Rica               | 21.97 |       |
| 17      | 3       | José René Navas     | El Salvador              | 22.37 |       |
| 18      | 3       | Sanjay Weekes       | Monserrate               | 22.42 |       |
| 19      | 1       | Terrone Webster     | Anguila                  | 22.62 |       |
| 20      | 2       | Samuel José Ibáñez  | El Salvador              | 22.97 |       |
| 21      | 2       | Antony Barrantes    | Costa Rica               | 23.13 |       |
| 99      | 1       | Rayvon Hilly Walkin | Turcas e Caicos          | DNS   |       |
| 99      | 2       | Brandon Davis       | Haiti                    | DNS   |       |

Final – 23 de julho
Vento:
+1.7 m/s
| Posição           | Raia | Atleta             | Nacionalidade     | Tempo | Notas           |
| ----------------- | ---- | ------------------ | ----------------- | ----- | --------------- |
| Medalha de ouro   | 3    | Callum Robinson    | Canadá            | 20.52 | Recorde pessoal |
| Medalha de prata  | 5    | Demar Francis      | Jamaica           | 20.67 |                 |
| Medalha de bronze | 4    | Connor Washington  | Estados Unidos    | 20.74 |                 |
| 4                 | 6    | Brice Chabot       | Estados Unidos    | 20.83 |                 |
| 5                 | 7    | Darion Skerritt    | Antígua e Barbuda | 20.90 | Recorde pessoal |
| 6                 | 8    | Darian Clarke      | Barbados          | 20.91 | Recorde pessoal |
| 7                 | 1    | Timothy Frederick  | Trinidad e Tobago | 21.39 |                 |
| 8                 | 2    | Terrence Jones Jr. | Bahamas           | DNS   |                 |

### 400 metros
Bateria – 21 de julho
| Posição | Bateria | Atleta              | Nacionalidade            | Tempo | Notas |
| ------- | ------- | ------------------- | ------------------------ | ----- | ----- |
| 1       | 1       | Reheem Hayles       | Jamaica                  | 45.15 | Q     |
| 2       | 1       | William Jones       | Estados Unidos           | 45.17 | Q     |
| 3       | 2       | Michael Roth        | Canadá                   | 45.82 | Q,    |
| 4       | 2       | Kyle Gale           | Barbados                 | 46.00 | Q     |
| 5       | 1       | Tyrique Johnson     | Barbados                 | 46.28 | Q     |
| 6       | 2       | D'Andre Anderson    | Jamaica                  | 46.47 | Q     |
| 7       | 1       | Amal Glasgow        | São Vicente e Granadinas | 46.48 | q     |
| 8       | 2       | Wilbert Encarnación | República Dominicana     | 47.61 | q     |
| 9       | 1       | Malik John          | Ilhas Virgens Britânicas | 48.43 |       |
| 10      | 2       | José René Navas     | El Salvador              | 48.48 |       |
| 11      | 2       | Darius Rainey       | Estados Unidos           | 48.82 |       |
| 12      | 2       | José Adrian Rowe    | Costa Rica               | 50.73 |       |
| 99      | 1       | Brandon Davis       | Haiti                    | DNS   |       |
| 99      | 1       | Dennick Luke        | Dominica                 | DNS   |       |

Final – 22 de julho
| Posição           | Raia | Atleta              | Nacionalidade            | Tempo | Notas |
| ----------------- | ---- | ------------------- | ------------------------ | ----- | ----- |
| Medalha de ouro   | 7    | D'Andre Anderson    | Jamaica                  | 45.56 |       |
| Medalha de prata  | 5    | Kyle Gale           | Barbados                 | 45.80 |       |
| Medalha de bronze | 6    | William Jones       | Estados Unidos           | 45.95 |       |
| 4                 | 3    | Michael Roth        | Canadá                   | 46.47 |       |
| 5                 | 4    | Reheem Hayles       | Jamaica                  | 46.69 |       |
| 6                 | 1    | Amal Glasgow        | São Vicente e Granadinas | 47.10 |       |
| 7                 | 2    | Tyrique Johnson     | Barbados                 | 47.35 |       |
| 8                 | 8    | Wilbert Encarnación | República Dominicana     | DSQ   |       |

### 800 metros
23 de julho
| Posição           | Atleta            | Nacionalidade            | Tempo   | Notas            |
| ----------------- | ----------------- | ------------------------ | ------- | ---------------- |
| Medalha de ouro   | Handal Roban      | São Vicente e Granadinas | 1:47.43 |                  |
| Medalha de prata  | Sean Dolan        | Estados Unidos           | 1:47.54 |                  |
| Medalha de bronze | Dennick Luke      | Dominica                 | 1:47.62 | Recorde nacional |
| 4                 | Abdullahi Hassan  | Canadá                   | 1:47.63 |                  |
| 5                 | Leroy Russell     | Canadá                   | 1:52.18 |                  |
| 6                 | Genesis Joseph    | Trinidad e Tobago        | 1:52.69 |                  |
| 7                 | Will Sumner       | Estados Unidos           | 1:52.79 |                  |
| 8                 | Jahleel Armstrong | Barbados                 | 1:54.05 |                  |
| 9                 | Luis Segura       | Costa Rica               | 1:55.11 |                  |
| 10                | Matthew Cook      | Costa Rica               | 1:56.02 |                  |
| 11                | Fredd Ponce       | Nicarágua                | 1:56.65 |                  |
| 12                | Stefan Camejo     | Trinidad e Tobago        | 1:59.65 |                  |

### 1.500 metros
23 de julho
| Posição           | Atleta            | Nacionalidade        | Tempo   | Notas |
| ----------------- | ----------------- | -------------------- | ------- | ----- |
| Medalha de ouro   | Emile Toupin      | Canadá               | 4:00.01 |       |
| Medalha de prata  | Héctor Pagan      | Porto Rico           | 4:01.61 |       |
| Medalha de bronze | Foster Malleck    | Canadá               | 4:02.43 |       |
| 4                 | Brandon Barrantes | Costa Rica           | 4:05.82 |       |
| 5                 | Ryan Outerbridge  | Bermudas             | 4:06.29 |       |
| 6                 | Josenyer Cabrera  | República Dominicana | 4:06.34 |       |

### 5.000 metros
21 de julho
| Posição           | Atleta       | Nacionalidade  | Tempo    | Notas                 |
| ----------------- | ------------ | -------------- | -------- | --------------------- |
| Medalha de ouro   | Cole Sprout  | Estados Unidos | 14:11.78 | Recorde do campeonato |
| Medalha de prata  | Héctor Pagan | Porto Rico     | 14:29.39 |                       |
| Medalha de bronze | Estebán Oses | Costa Rica     | 15:33.04 |                       |

### 110 metros barreiras
Bateria – 22 de julho
Vento:
Bateria 1: +0.6 m/s, Bateria 2: -0.1 m/s
| Posição | Bateria | Atleta            | Nacionalidade     | Tempo | Notas |
| ------- | ------- | ----------------- | ----------------- | ----- | ----- |
| 1       | 2       | Craig Thorne      | Canadá            | 13.52 | Q     |
| 2       | 1       | Connor Schulman   | Estados Unidos    | 13.55 | Q     |
| 3       | 1       | Jaheem Hayles     | Jamaica           | 13.80 | Q     |
| 4       | 2       | Issiah Patrick    | Granada           | 13.87 | Q     |
| 5       | 1       | Antoine Andrews   | Bahamas           | 14.09 | Q     |
| 6       | 1       | Edgardo López     | Porto Rico        | 14.10 | q     |
| 7       | 2       | Jordani Woodley   | Jamaica           | 14.21 | Q     |
| 8       | 1       | David Adeleye     | Canadá            | 14.30 | q     |
| 9       | 2       | Justin Guy        | Trinidad e Tobago | 14.46 |       |
| 10      | 2       | José Manuel Marín | Costa Rica        | 15.87 |       |
| 11      | 1       | Glenford Williams | Belize            | 18.13 |       |
| 99      | 2       | Jayden Smith      | Estados Unidos    | DSQ   | R22.6 |

Final – 22 de julho
Vento:
+0.6 m/s
| Posição           | Raia | Atleta          | Nacionalidade  | Tempo | Notas           |
| ----------------- | ---- | --------------- | -------------- | ----- | --------------- |
| Medalha de ouro   | 5    | Connor Schulman | Estados Unidos | 13.40 |                 |
| Medalha de prata  | 2    | Antoine Andrews | Bahamas        | 13.57 | Recorde pessoal |
| Medalha de bronze | 3    | Jaheem Hayles   | Jamaica        | 13.73 |                 |
| 4                 | 7    | Edgardo López   | Porto Rico     | 13.99 |                 |
| 5                 | 8    | David Adeleye   | Canadá         | 14.13 |                 |
| 8                 | 4    | Craig Thorne    | Canadá         | DSQ   | R17.2.2         |
| 8                 | 1    | Jordani Woodley | Jamaica        | DNF   |                 |
| 8                 | 6    | Issiah Patrick  | Granada        | DNF   |                 |

### 400 metros barreiras
21 de julho
| Posição           | Raia | Atleta             | Nacionalidade        | Tempo | Notas           |
| ----------------- | ---- | ------------------ | -------------------- | ----- | --------------- |
| Medalha de ouro   | 5    | Caleb Cavanaugh    | Estados Unidos       | 49.35 |                 |
| Medalha de prata  | 4    | Assinie Wilson     | Jamaica              | 49.70 |                 |
| Medalha de bronze | 3    | Yeral Núñez        | República Dominicana | 49.95 |                 |
| 4                 | 6    | Michael Olasio     | Porto Rico           | 51.91 |                 |
| 5                 | 1    | Gary Altamirano    | Costa Rica           | 53.53 | Recorde pessoal |
| 6                 | 2    | Dorian Charles     | Trinidad e Tobago    | 53.71 |                 |
| 7                 | 7    | Samuel José Ibáñez | El Salvador          | 54.42 |                 |

### 3.000 metros com obstáculos
22 de julho
| Posição           | Atleta          | Nacionalidade  | Tempo   | Notas |
| ----------------- | --------------- | -------------- | ------- | ----- |
| Medalha de ouro   | Kevin Robertson | Canadá         | 9:04.77 |       |
| Medalha de prata  | Paulo Gómez     | Costa Rica     | 9:10.48 |       |
| Medalha de bronze | Carson Williams | Estados Unidos | 9:30.66 |       |

### Revezamento 4x100 m
22 de julho
| Posição           | Raia | Atletas           | Nacionalidade                                                         | Tempo | Notas |
| ----------------- | ---- | ----------------- | --------------------------------------------------------------------- | ----- | ----- |
| Medalha de ouro   | 5    | Jamaica           | Jehlani Gordon, Adrian Kerr, Travis Williams, Shakur Williams         | 39.04 |       |
| Medalha de prata  | 3    | Bahamas           | Antoine Andrews, Adam Musgrove, Carlos Brown Jr., Terrence Jones Jr.  | 39.59 |       |
| Medalha de bronze | 6    | Estados Unidos    | Blaise Atkinson, Brice Chabot, Rodney Heath, Samuel Blaskowski        | 39.62 |       |
| 4                 | 4    | Trinidad e Tobago | Justin Guy, Omari Lewis, Timothy Frederick, Dominic Cole              | 40.19 |       |
| 5                 | 2    | Costa Rica        | Gary Altamirano, Antony Barrantes, Alejandro Ricketts, Shamayl Kooper | 41.77 |       |

### Revezamento 4x400 m
23 de julho
| Posição           | Raia | Atletas           | Nacionalidade                                                    | Tempo   | Notas  |
| ----------------- | ---- | ----------------- | ---------------------------------------------------------------- | ------- | ------ |
| Medalha de ouro   | 6    | Jamaica           | Assinie Wilson, Reheem Hayles, Delano Kenedy, D'Andre Anderson   | 3:02.44 |        |
| Medalha de prata  | 3    | Estados Unidos    | William Jones, Caleb Cavanaugh, Connor Washington, Will Sumner   | 3:03.84 |        |
| Medalha de bronze | 7    | Barbados          | Tyrique Johnson, Jahleel Armstrong, Kyle Gale, Raheem Taitt-Best | 3:04.33 |        |
| 4                 | 5    | Canadá            | Callum Robinson, Abdullahi Hassan, Almond Small, Michael Roth    | 3:06.37 |        |
| 5                 | 4    | Trinidad e Tobago | Genesis Joseph, Timothy Frederick, Dorian Charles, Stefan Camejo | 3:11.25 |        |
| 99                | 2    | Costa Rica        | Gary Altamirano, Luis Segura, José Adrian Rowe, Shamayl Kooper   | DSQ     | R24.19 |

### 10 km marcha atlética
22 de julho
| Posição | Atleta               | Nacionalidade  | Tempo    | Notas |
| ------- | -------------------- | -------------- | -------- | ----- |
| 1       | José Mariano Ordóñez | Guatemala      | 44:55.05 |       |
| 2       | Samuel Allen         | Estados Unidos | 49:26.82 |       |

### Salto em altura
23 de julho
| Posição           | Atleta           | Nacionalidade  | 1.85 | 2.00 | 2.05 | 2.10 | 2.15 | 2.18 | 2.21 | 2.24 | Resultado | Notas |
| ----------------- | ---------------- | -------------- | ---- | ---- | ---- | ---- | ---- | ---- | ---- | ---- | --------- | ----- |
| Medalha de ouro   | Romaine Beckford | Jamaica        | –    | –    | –    | xo   | xo   | o    | o    | xxx  | 2.21      |       |
| Medalha de prata  | Kason O'Riley    | Estados Unidos | –    | –    | o    | o    | o    | o    | xxx  |      | 2.18      |       |
| Medalha de bronze | Shaun Miller     | Bahamas        | –    | –    | –    | xxo  | o    | –    | xx–  | x    | 2.15      |       |
| 4                 | Andrew Taylor    | Estados Unidos | –    | o    | o    | o    | xxo  | xxx  |      |      | 2.15      |       |
| 5                 | Aiden Grout      | Canadá         | –    | –    | o    | xo   | xxx  |      |      |      | 2.10      |       |
| 9                 | Justin Briceño   | Costa Rica     | xxx  |      |      |      |      |      |      |      | NM        |       |

### Salto com vara
23 de julho
| Posição           | Atleta             | Nacionalidade  | 4.35 | 4.50 | 4.65 | 4.75 | 4.85 | 4.95 | 5.15 | 5.35 | 5.50 | 5.61 | 5.72 | Resultado | Notas |
| ----------------- | ------------------ | -------------- | ---- | ---- | ---- | ---- | ---- | ---- | ---- | ---- | ---- | ---- | ---- | --------- | ----- |
| Medalha de ouro   | Hunter Garretson   | Estados Unidos | –    | –    | –    | –    | –    | –    | –    | xo   | o    | xxo  | xxx  | 5.61      |       |
| Medalha de prata  | Brenden Vanderpool | Bahamas        | –    | –    | o    | xxo  | –    | o    | xxx  |      |      |      |      | 4.95      |       |
| Medalha de bronze | Jonathan López     | Porto Rico     | –    | o    | o    | o    | xxx  |      |      |      |      |      |      | 4.75      |       |
| 4                 | Daniel Machado     | El Salvador    | o    | xxx  |      |      |      |      |      |      |      |      |      | 4.35      |       |
| 9                 | Clayton Simms      | Estados Unidos | –    | –    | –    | –    | –    | –    | –    | xxx  |      |      |      | NM        |       |

### Salto em comprimento
22 de julho
| Posição           | Atleta          | Nacionalidade            | #1    | #2    | #3    | #4   | #5    | #6   | Resultado | Notas           |
| ----------------- | --------------- | ------------------------ | ----- | ----- | ----- | ---- | ----- | ---- | --------- | --------------- |
| Medalha de ouro   | Malcolm Clemons | Estados Unidos           | 7.97  | 8.01  | 6.06  | x    | x     | 8.21 | 8.21      | Recorde pessoal |
| Medalha de prata  | Jeremiah Davis  | Estados Unidos           | 7.88  | 7.97  | 8.10w | x    | 7.93  | 7.98 | 8.10w     |                 |
| Medalha de bronze | Jordan Turner   | Jamaica                  | x     | x     | 7.72  | 7.82 | 7.82  | 7.40 | 7.82      |                 |
| 4                 | Uroy Ryan       | São Vicente e Granadinas | 7.52w | 7.71  | 7.80  | 7.67 | 7.33  | 7.71 | 7.80      | Recorde pessoal |
| 5                 | Kavion Kerr     | Jamaica                  | 7.69  | 7.69w | x     | 6.94 | 4.70  | 7.31 | 7.69      |                 |
| 6                 | Issiah Patrick  | Granada                  | 7.21w | 7.17  | 7.25  | x    | 7.40w | 7.07 | 7.40w     |                 |
| 7                 | Kelsey Daniel   | Trinidad e Tobago        | 7.15  | –     | –     | –    | –     | –    | 7.15      |                 |
| 9                 | Marc Jeannot    | Haiti                    |       |       |       |      |       |      | DNS       |                 |
| 9                 | Rayvon Walkin   | Turcas e Caicos          |       |       |       |      |       |      | DNS       |                 |

### Salto triplo
21 de julho
| Posição           | Atleta           | Nacionalidade            | #1     | #2     | #3     | #4     | #5     | #6     | Resultado | Notas |
| ----------------- | ---------------- | ------------------------ | ------ | ------ | ------ | ------ | ------ | ------ | --------- | ----- |
| Medalha de ouro   | Russell Robinson | Estados Unidos           | 16.64w | x      | 16.00  | 16.36w | x      | 14.72w | 16.64w    |       |
| Medalha de prata  | Salif Mane       | Estados Unidos           | x      | 16.49  | x      | –      | x      | x      | 16.49     |       |
| Medalha de bronze | Kelsey Daniel    | Trinidad e Tobago        | 15.76  | 15.99  | x      | x      | 14.54  | 16.19w | 16.19w    |       |
| 4                 | Kenneth West     | Canadá                   | x      | 14.86w | x      | 15.84w | 13.42w | x      | 15.84w    |       |
| 5                 | Marc Jeannot     | Haiti                    | x      | 13.17w | 14.97w | –      | 14.85w | 15.15  | 15.15     |       |
| 8                 | Elias Ocampo     | Costa Rica               | x      | x      | x      | r      |        |        | NM        |       |
| 9                 | Uroy Ryan        | São Vicente e Granadinas |        |        |        |        |        |        | DNS       |       |

### Arremesso de peso
21 de julho
| Posição           | Atleta               | Nacionalidade     | #1    | #2    | #3    | #4    | #5    | #6    | Resultado | Notas |
| ----------------- | -------------------- | ----------------- | ----- | ----- | ----- | ----- | ----- | ----- | --------- | ----- |
| Medalha de ouro   | Maxwell Otterdahl    | Estados Unidos    | x     | x     | x     | 18.79 | x     | 19.41 | 19.41     |       |
| Medalha de prata  | Jason Swarens        | Estados Unidos    | 18.05 | x     | 18.91 | 19.02 | 17.70 | 18.53 | 19.02     |       |
| Medalha de bronze | Christopher Crawford | Trinidad e Tobago | x     | 17.84 | x     | x     | x     | x     | 17.84     |       |
| 4                 | Kobe Lawrence        | Jamaica           | x     | 15.29 | 16.44 | 17.45 | x     | 17.37 | 17.45     |       |
| 5                 | Jorge Contreras      | Porto Rico        | 15.61 | 16.31 | x     | x     | x     | x     | 16.31     |       |
| 6                 | Jeims Molina         | Costa Rica        | 13.30 | 13.77 | 13.36 | x     | x     | x     | 13.77     |       |

### Lançamento de disco
21 de julho
| Posição           | Atleta           | Nacionalidade        | #1    | #2    | #3    | #4    | #5    | #6    | Resultado | Notas |
| ----------------- | ---------------- | -------------------- | ----- | ----- | ----- | ----- | ----- | ----- | --------- | ----- |
| Medalha de ouro   | Ralford Mullings | Jamaica              | 59.25 | 61.18 | 60.20 | x     | 59.33 | x     | 61.18     |       |
| Medalha de prata  | Jaden James      | Trinidad e Tobago    | 45.74 | 46.57 | 43.50 | 48.15 | 50.07 | 53.59 | 53.59     |       |
| Medalha de bronze | Aidan Elbettar   | Estados Unidos       | x     | 50.63 | x     | 52.53 | 52.32 | 53.21 | 53.21     |       |
| 4                 | Tarajh Hudson    | Bahamas              | x     | 50.63 | x     | 52.53 | 52.32 | 53.21 | 47.23     |       |
| 5                 | Joangel Herrera  | República Dominicana | 45.29 | 42.43 | 44.85 | 43.45 | 44.44 | 44.25 | 45.29     |       |
| 6                 | Antwon Walkin    | Turcas e Caicos      | 40.60 | 42.88 | 39.64 | 41.03 | 43.57 | 37.02 | 43.57     |       |
| 7                 | Jeims Molina     | Costa Rica           | 41.78 | x     | x     | x     | x     | x     | 41.78     |       |

### Lançamento de martelo
22 de julho
| Posição           | Atleta        | Nacionalidade  | #1    | #2    | #3    | #4    | #5    | #6    | Resultado | Notas |
| ----------------- | ------------- | -------------- | ----- | ----- | ----- | ----- | ----- | ----- | --------- | ----- |
| Medalha de ouro   | Kyle Moison   | Estados Unidos | 60.02 | 62.48 | 64.93 | 63.38 | 63.10 | 64.36 | 64.93     |       |
| Medalha de prata  | Kade McCall   | Estados Unidos | x     | 64.25 | 64.46 | 64.37 | 64.69 | x     | 64.69     |       |
| Medalha de bronze | Michael Soler | Porto Rico     | x     | 59.14 | 58.97 | 58.34 | 58.12 | 62.83 | 62.83     |       |
| 4                 | Rodrigo Morán | Guatemala      | 53.63 | 55.44 | 55.14 | 55.96 | 54.65 | 54.69 | 55.96     |       |
| 5                 | Jeims Molina  | Costa Rica     | x     | 44.60 | 47.94 | x     | x     | 39.81 | 47.94     |       |

### Lançamento de dardo
22 de julho
| Posição           | Atleta                 | Nacionalidade     | #1    | #2    | #3    | #4    | #5    | #6    | Resultado | Notas |
| ----------------- | ---------------------- | ----------------- | ----- | ----- | ----- | ----- | ----- | ----- | --------- | ----- |
| Medalha de ouro   | Keyshawn Strachan      | Bahamas           | 65.76 | 68.42 | 78.37 | 71.33 | –     | 66.76 | 78.37     |       |
| Medalha de prata  | Dash Sirmon            | Estados Unidos    | 63.87 | 64.52 | 75.28 | 59.89 | 71.65 | 70.87 | 75.28     |       |
| Medalha de bronze | Braden Presser         | Estados Unidos    | 68.40 | 72.60 | 66.21 | 66.03 | 66.33 | 69.76 | 72.60     |       |
| 4                 | José Alejandro Santana | Porto Rico        | 56.88 | 62.21 | 68.50 | 67.24 | 65.93 | 69.20 | 69.20     |       |
| 5                 | Dorian Charles         | Trinidad e Tobago | x     | 53.33 | x     | 53.02 | x     | 52.02 | 53.33     |       |

### Decatlo
21– 22 de julho
| Posição | Atleta            | Nacionalidade  | 100 m | SD    | AP    | SA   | 400 m | 110 m | AD    | SV   | LD    | 1500 m  | Pontos | Notas |
| ------- | ----------------- | -------------- | ----- | ----- | ----- | ---- | ----- | ----- | ----- | ---- | ----- | ------- | ------ | ----- |
| 1       | Guillermo Alfonso | Guatemala      | 11.45 | 6.52w | 12.66 | 1.85 | 51.34 | 16.08 | 38.68 | 4.40 | 44.76 | 4:51.32 | 6815   |       |
| 9       | Heath Baldwin     | Estados Unidos |       |       |       |      |       |       |       |      |       |         | DNS    |       |

## Resultado feminino

### 100 metros
Bateria – 21 de julho
Vento:
Bateria 1: +5.5 m/s, Bateria 2: +2.1 m/s
| Posição | Bateria | Atleta               | Nacionalidade            | Tempo | Notas |
| ------- | ------- | -------------------- | ------------------------ | ----- | ----- |
| 1       | 1       | Mia Brahe-Pedersen   | Estados Unidos           | 11.01 | Q     |
| 2       | 1       | Marie-Éloïse Leclair | Canadá                   | 11.35 | Q     |
| 3       | 2       | Leah Bertrand        | Trinidad e Tobago        | 11.36 | Q     |
| 4       | 1       | Beyoncé De Freitas   | Ilhas Virgens Britânicas | 11.37 | Q     |
| 5       | 2       | Camille Rutherford   | Barbados                 | 11.43 | Q     |
| 6       | 1       | Mariandre Chacón     | Guatemala                | 11.48 | q     |
| 7       | 1       | Taejha Badal         | Trinidad e Tobago        | 11.65 | q     |
| 8       | 2       | Ashantai Bollers     | Canadá                   | 11.70 | Q     |
| 9       | 2       | Gladymar Torres      | Porto Rico               | 11.77 |       |
| 10      | 2       | Ivanniz Blackwood    | Costa Rica               | 12.44 |       |
| 99      | 1       | Tania Alfaro         | Costa Rica               | DNS   |       |

Final – 21 de julho
Vento:
+0.7 m/s
| Posição           | Raia | Atleta               | Nacionalidade            | Tempo | Notas |
| ----------------- | ---- | -------------------- | ------------------------ | ----- | ----- |
| Medalha de ouro   | 4    | Mia Brahe-Pedersen   | Estados Unidos           | 11.08 |       |
| Medalha de prata  | 3    | Leah Bertrand        | Trinidad e Tobago        | 11.27 |       |
| Medalha de bronze | 6    | Beyoncé De Freitas   | Ilhas Virgens Britânicas | 11.41 |       |
| 4                 | 2    | Camille Rutherford   | Barbados                 | 11.47 |       |
| 5                 | 5    | Marie-Éloïse Leclair | Canadá                   | 11.50 |       |
| 6                 | 1    | Taejha Badal         | Trinidad e Tobago        | 11.70 |       |
| 7                 | 7    | Mariandre Chacón     | Guatemala                | 11.76 |       |
| 8                 | 8    | Ashantai Bollers     | Canadá                   | 11.91 |       |

### 200 metros
Bateria – 22 de julho
Vento:
Bateria 1: -0.1 m/s, Bateria 2: +1.3 m/s
| Posição | Bateria | Atleta               | Nacionalidade            | Tempo | Notas |
| ------- | ------- | -------------------- | ------------------------ | ----- | ----- |
| 1       | 1       | Mia Brahe-Pedersen   | Estados Unidos           | 22.94 | Q     |
| 2       | 2       | Niesha Burgher       | Jamaica                  | 23.37 | Q     |
| 3       | 2       | Beyoncé De Freitas   | Ilhas Virgens Britânicas | 23.42 | Q     |
| 4       | 2       | Marie-Éloïse Leclair | Canadá                   | 23.44 | Q     |
| 5       | 1       | Ashantai Bollers     | Canadá                   | 23.82 | Q     |
| 6       | 1       | Shaquena Foote       | Jamaica                  | 23.82 | Q     |
| 7       | 1       | Camille Rutherford   | Bahamas                  | 24.00 | q     |
| 8       | 2       | Mariandre Chacón     | Guatemala                | 24.11 | q     |
| 9       | 1       | Naomi Campbell       | Trinidad e Tobago        | 24.67 |       |
| 10      | 2       | Akrissa Eristee      | Ilhas Virgens Britânicas | 24.89 |       |
| 11      | 1       | Ivanniz Blackwood    | Costa Rica               | 25.76 |       |
| 99      | 2       | Chyna Simmons        | Turcas e Caicos          | DNS   |       |

Final – 23 de julho
Vento:
+0.1 m/s
| Posição           | Raia | Atleta               | Nacionalidade            | Tempo | Notas |
| ----------------- | ---- | -------------------- | ------------------------ | ----- | ----- |
| Medalha de ouro   | 4    | Mia Brahe-Pedersen   | Estados Unidos           | 23.05 |       |
| Medalha de prata  | 6    | Beyoncé De Freitas   | Ilhas Virgens Britânicas | 23.59 |       |
| Medalha de bronze | 7    | Ashantai Bollers     | Canadá                   | 23.84 |       |
| 4                 | 3    | Marie-Éloïse Leclair | Canadá                   | 23.91 |       |
| 5                 | 2    | Shaquena Foote       | Jamaica                  | 23.93 |       |
| 6                 | 5    | Niesha Burgher       | Jamaica                  | 23.98 |       |
| 7                 | 8    | Camille Rutherford   | Bahamas                  | 24.28 |       |
| 8                 | 1    | Mariandre Chacón     | Guatemala                | 24.61 |       |

### 400 metros
Bateria – 21 de julho
| Posição | Bateria | Atleta             | Nacionalidade            | Tempo | Notas |
| ------- | ------- | ------------------ | ------------------------ | ----- | ----- |
| 1       | 2       | Ziyah Holman       | Estados Unidos           | 51.51 | Q     |
| 2       | 1       | Jermaisha Arnold   | Estados Unidos           | 51.65 | Q     |
| 3       | 2       | Shanakaye Anderson | Jamaica                  | 52.19 | Q,    |
| 4       | 2       | Megan Moss         | Bahamas                  | 54.56 | Q     |
| 5       | 1       | Joanne Reid        | Jamaica                  | 54.98 | Q     |
| 6       | 1       | Caitlyn Bobb       | Bermudas                 | 55.15 | Q     |
| 7       | 1       | Akrissa Eristee    | Ilhas Virgens Britânicas | 56.29 | q     |
| 8       | 2       | Melanie Vargas     | Costa Rica               | 57.79 | q     |
| 9       | 1       | Naydelin Calderón  | Costa Rica               | 57.81 |       |
| 99      | 2       | Chyna Simmons      | Turcas e Caicos          | DNS   |       |
| 99      | 2       | Lydia Troupe       | Belize                   | DNS   |       |

Final – 22 de julho
| Posição           | Raia | Atleta             | Nacionalidade            | Tempo | Notas                 |
| ----------------- | ---- | ------------------ | ------------------------ | ----- | --------------------- |
| Medalha de ouro   | 6    | Jermaisha Arnold   | Estados Unidos           | 50.68 | Recorde do campeonato |
| Medalha de prata  | 4    | Ziyah Holman       | Estados Unidos           | 50.95 |                       |
| Medalha de bronze | 7    | Shanakaye Anderson | Jamaica                  | 52.27 |                       |
| 4                 | 2    | Joanne Reid        | Jamaica                  | 54.10 |                       |
| 5                 | 1    | Akrissa Eristee    | Ilhas Virgens Britânicas | 55.92 |                       |
| 6                 | 3    | Caitlyn Bobb       | Bermudas                 | 56.00 |                       |
| 7                 | 8    | Melanie Vargas     | Costa Rica               | 57.44 |                       |
| 99                | 5    | Megan Moss         | Bahamas                  | DNS   |                       |

### 800 metros
23 de julho
| Posição           | Atleta               | Nacionalidade            | Tempo   | Notas |
| ----------------- | -------------------- | ------------------------ | ------- | ----- |
| Medalha de ouro   | Olivia Cooper        | Canadá                   | 2:07.59 |       |
| Medalha de prata  | Cassandra Williamson | Canadá                   | 2:07.83 |       |
| Medalha de bronze | Mikaela Smith        | Ilhas Virgens Americanas | 2:12.80 |       |
| 4                 | Paola Rodríguez      | Porto Rico               | 2:15.61 |       |
| 5                 | Melanie Vargas       | Costa Rica               | 2:33.13 |       |

### 1.500 metros
23 de julho
| Posição           | Atleta              | Nacionalidade            | Tempo   | Notas                 |
| ----------------- | ------------------- | ------------------------ | ------- | --------------------- |
| Medalha de ouro   | Addison Wiley       | Estados Unidos           | 4:05.84 | Recorde do campeonato |
| Medalha de prata  | Elise Shea          | Estados Unidos           | 4:14.90 |                       |
| Medalha de bronze | Holly Macgillivray  | Canadá                   | 4:15.99 |                       |
| 4                 | Tiana Lostracco     | Canadá                   | 4:16.58 |                       |
| 5                 | Yuliannie Lugo      | Porto Rico               | 4:42.53 |                       |
| 6                 | Mikaela Smith       | Ilhas Virgens Americanas | 4:55.09 |                       |
| 7                 | María Nellys Chaves | Costa Rica               | 5:02.06 |                       |

### 5.000 metros
21 de julho
| Posição           | Atleta              | Nacionalidade  | Tempo    | Notas |
| ----------------- | ------------------- | -------------- | -------- | ----- |
| Medalha de ouro   | Layla Roebke        | Estados Unidos | 17:24.61 |       |
| Medalha de prata  | Jorelis Vargas      | Porto Rico     | 17:56.56 |       |
| Medalha de bronze | Yuliannie Lugo      | Porto Rico     | 18:05.18 |       |
| 4                 | Yesica Raxón        | Guatemala      | 18:20.86 |       |
| 5                 | María Nellys Chaves | Costa Rica     | 20:15.24 |       |

### 100 metros barreiras
22 de julho
Vento:
-0.2 m/s
| Posição           | Raia | Atleta           | Nacionalidade  | Tempo | Notas |
| ----------------- | ---- | ---------------- | -------------- | ----- | ----- |
| Medalha de ouro   | 5    | Rayniah Jones    | Estados Unidos | 12.78 |       |
| Medalha de prata  | 4    | Crystal Morrison | Jamaica        | 12.81 |       |
| Medalha de bronze | 3    | Destiny Huven    | Estados Unidos | 13.19 |       |
| 4                 | 6    | Aliyah Logan     | Canadá         | 13.45 |       |
| 5                 | 2    | Nya Browne       | Barbados       | 13.58 |       |
| 6                 | 7    | Noelia Vivas     | Costa Rica     | 15.60 |       |

### 400 metros barreiras
21 de julho
| Posição           | Raia | Atleta          | Nacionalidade  | Tempo   | Notas           |
| ----------------- | ---- | --------------- | -------------- | ------- | --------------- |
| Medalha de ouro   | 4    | Shani'a Bellamy | Estados Unidos | 55.48   | Recorde pessoal |
| Medalha de prata  | 5    | Vanessa Watson  | Estados Unidos | 56.05   |                 |
| Medalha de bronze | 3    | Garriel White   | Jamaica        | 56.94   |                 |
| 4                 | 6    | Lydia Troupe    | Belize         | 1:02.70 |                 |

### Revezamento 4x100 m
22 de julho
| Posição           | Raia | Atletas           | Nacionalidade                                                           | Tempo | Notas                 |
| ----------------- | ---- | ----------------- | ----------------------------------------------------------------------- | ----- | --------------------- |
| Medalha de ouro   | 5    | Estados Unidos    | Kaila Jackson, Rayniah Jones, Sophia Beckmon, Mia Brahe-Pedersen        | 42.74 | Recorde do campeonato |
| Medalha de prata  | 4    | Jamaica           | Crystal Morrison, Shaqueena Foote, Niesha Burgher, Shana-Kaye Anderson  | 43.80 |                       |
| Medalha de bronze | 6    | Trinidad e Tobago | Reneisha Andrews, Shaniqua Bascombe, Taejha Badal, Leah Bertrand        | 44.50 |                       |
| 4                 | 3    | Costa Rica        | Tiphanny Madrigal, Naydelin Calderón, Melanie Vargas, Ivanniz Blackwood | 50.49 |                       |

### Revezamento 4x400 m
23 de julho
| Posição           | Raia | Atletas        | Nacionalidade                                                      | Tempo   | Notas                 |
| ----------------- | ---- | -------------- | ------------------------------------------------------------------ | ------- | --------------------- |
| Medalha de ouro   | 5    | Estados Unidos | Ziyah Holman, Kiah Williams, Jan'taijah Ford, Jermaisha Arnold     | 3:26.83 | Recorde do campeonato |
| Medalha de prata  | 6    | Jamaica        | Garriel White, Shaqueena Foote, Joanne Reid, Shana-Kaye Anderson   | 3:28.50 |                       |
| Medalha de bronze | 4    | Costa Rica     | Naydelin Calderón, Tiphanny Madrigal, Vielka Arias, Melanie Vargas | 4:09.81 |                       |

### 5 km marcha atlética
22 de julho
| Posição | Atleta                 | Nacionalidade | Tempo    | Notas |
| ------- | ---------------------- | ------------- | -------- | ----- |
| 1       | María Fernanda Peinado | Guatemala     | 23:22.65 |       |
| 2       | Glendy Teletor         | Guatemala     | 24:00.01 |       |

### Salto em altura
21 de julho
| Posição | Atleta               | Nacionalidade  | 1.60 | 1.65 | 1.70 | 1.73 | 1.78 | 1.83 | 1.88 | Resultado | Notas |
| ------- | -------------------- | -------------- | ---- | ---- | ---- | ---- | ---- | ---- | ---- | --------- | ----- |
| 1       | Jenna Rogers         | Estados Unidos | –    | –    | –    | o    | o    | xo   | xxx  | 1.83      |       |
| 2       | María José Rodriguez | Costa Rica     | o    | o    | o    | xxx  |      |      |      | 1.70      |       |

### Salto com vara
21 de julho
| Posição           | Atleta               | Nacionalidade  | 3.25 | 3.35 | 3.55 | 3.75 | 3.95 | 4.05 | 4.15 | 4.25 | 4.41 | 4.51 | Resultado             | Notas |
| ----------------- | -------------------- | -------------- | ---- | ---- | ---- | ---- | ---- | ---- | ---- | ---- | ---- | ---- | --------------------- | ----- |
| Medalha de ouro   | Sydney Horn          | Estados Unidos | –    | –    | –    | –    | –    | xo   | xo   | xxo  | xxx  | 4.41 | Recorde do campeonato |       |
| Medalha de prata  | Heather Abadie       | Canadá         | –    | –    | –    | –    | xo   | xxx  |      |      |      | 3.95 |                       |       |
| Medalha de bronze | Vielka Arias         | Costa Rica     | –    | xo   | o    | xxx  |      |      |      |      |      | 3.55 |                       |       |
| 9                 | Hana Moll            | Estados Unidos | –    | –    | –    | –    | –    | –    | xxx  |      |      | NM   |                       |       |
| 9                 | Andrea Paola Machuca | El Salvador    | xxx  |      |      |      |      |      |      |      |      | NM   |                       |       |

### Salto em comprimento
22 de julho
| Posição           | Atleta            | Nacionalidade            | #1    | #2    | #3    | #4    | #5    | #6    | Resultado | Notas            |
| ----------------- | ----------------- | ------------------------ | ----- | ----- | ----- | ----- | ----- | ----- | --------- | ---------------- |
| Medalha de ouro   | Sophia Beckmon    | Estados Unidos           | 6.05  | x     | 6.51  | 6.62w | 6.69w | x     | 6.69      |                  |
| Medalha de prata  | Claire Bryant     | Estados Unidos           | 6.61  | 6.58  | 6.60  | 6.59w | 6.66w | 6.62  | 6.66w     |                  |
| Medalha de bronze | Hayla González    | Cuba                     | x     | 6.41w | x     | x     | 6.36w | 5.03w | 6.41w     |                  |
| 4                 | Kimberly Smith    | Ilhas Virgens Britânicas | 5.55  | 5.64w | 5.94w | 5.49  | 5.57w | x     | 5.94w     |                  |
| 5                 | Ashantae Graham   | Ilhas Caimã              | x     | 5.91  | 5.36w | 5.29  | 5.56w | x     | 5.91      | Recorde nacional |
| 6                 | Rebeca Barrientos | El Salvador              | 5.62w | x     | 5.73  | 5.73  | 5.56w | 5.58  | 5.73      | Recorde pessoal  |
| 7                 | Danisha Chimilio  | Guatemala                | 5.57w | 5.55w | 5.68  | 5.34  | x     | 5.55w | 5.68      | Recorde pessoal  |
| 8                 | Raisa Thunig      | República Dominicana     | x     | x     | 5.51w | 5.54w | 5.48w | 5.15w | 5.54w     |                  |
| 9                 | Tiphanny Madrigal | Costa Rica               | 5.01w | 4.84w | 4.78  |       |       |       | 5.01w     |                  |

### Salto triplo
23 de julho
| Posição           | Atleta            | Nacionalidade  | #1     | #2    | #3    | #4    | #5    | #6    | Resultado | Notas           |
| ----------------- | ----------------- | -------------- | ------ | ----- | ----- | ----- | ----- | ----- | --------- | --------------- |
| Medalha de ouro   | Rhianna Phipps    | Jamaica        | 13.06  | 13.27 | 13.61 | 13.35 | 13.33 | 11.51 | 13.61     | Recorde pessoal |
| Medalha de prata  | Euphenie Andre    | Estados Unidos | 13.42w | x     | x     | 13.12 | x     | 13.17 | 13.42w    |                 |
| Medalha de bronze | Asherah Collins   | Estados Unidos | 12.80  | 12.51 | 13.04 | 12.72 | 12.85 | 12.79 | 13.04     |                 |
| 4                 | Danisha Chimilio  | Guatemala      | x      | 11.84 | x     | x     | 11.76 | 11.98 | 11.98     |                 |
| 5                 | Rebeca Barrientos | El Salvador    | x      | x     | x     | 11.94 | 11.83 | 11.86 | 11.94     |                 |
| 6                 | Tiphanny Madrigal | Costa Rica     | x      | x     | 11.03 | x     | x     | x     | 11.03     |                 |

### Arremesso de peso
21 de julho
| Posição           | Atleta            | Nacionalidade  | #1    | #2    | #3    | #4    | #5    | #6    | Resultado | Notas |
| ----------------- | ----------------- | -------------- | ----- | ----- | ----- | ----- | ----- | ----- | --------- | ----- |
| Medalha de ouro   | Jaida Ross        | Estados Unidos | 18.10 | 17.78 | 17.92 | 17.85 | x     | 18.35 | 18.35     |       |
| Medalha de prata  | Jalani Davis      | Estados Unidos | 17.20 | x     | x     | x     | x     | x     | 17.20     |       |
| Medalha de bronze | Danielle Sloley   | Jamaica        | 15.42 | x     | 15.45 | 16.23 | 15.04 | 15.82 | 16.23     |       |
| 4                 | Mia Sylvester     | Belize         | 12.62 | x     | 13.02 | 13.78 | 13.69 | 14.46 | 14.46     |       |
| 5                 | Shanice Hutson    | Barbados       | x     | 13.54 | 14.00 | 13.52 | 13.63 | x     | 14.00     |       |
| 6                 | Alejandra Rosales | El Salvador    | 10.76 | 12.22 | 11.92 | 11.48 | x     | x     | 12.22     |       |

### Lançamento de disco
21 de julho
| Posição           | Atleta             | Nacionalidade     | #1    | #2    | #3    | #4    | #5    | #6    | Resultado | Notas |
| ----------------- | ------------------ | ----------------- | ----- | ----- | ----- | ----- | ----- | ----- | --------- | ----- |
| Medalha de ouro   | Melany Matheus     | Cuba              | 59.60 | x     | 51.48 | 52.07 | 54.92 | 54.63 | 59.60     |       |
| Medalha de prata  | Shelby Frank       | Estados Unidos    | x     | 53.63 | 53.22 | 54.06 | 53.53 | 56.96 | 56.96     |       |
| Medalha de bronze | Michaelle Valentin | Haiti             | 50.42 | x     | x     | 45.02 | 48.26 | 51.62 | 51.62     |       |
| 4                 | Damali Williams    | Jamaica           | 46.81 | 47.52 | x     | 49.11 | 47.63 | 48.31 | 49.11     |       |
| 5                 | Shakera Kirk       | Trinidad e Tobago | 44.60 | x     | 44.95 | 44.87 | 34.88 | 44.91 | 44.95     |       |
| 6                 | Lalenii Grant      | Trinidad e Tobago | x     | x     | 42.30 | 41.81 | 43.12 | 44.37 | 44.37     |       |
| 7                 | Shanice Hutson     | Barbados          | 42.54 | 41.78 | 42.25 | 39.93 | x     | 42.64 | 42.64     |       |
| 8                 | Alejandra Rosales  | El Salvador       | 41.12 | 40.53 | 37.66 | x     | 39.62 | 40.73 | 41.12     |       |
| 9                 | Mia Sylvester      | Belize            | 36.63 | x     | 37.45 |       |       |       | 37.45     |       |
| 10                | Yanelli Dawkins    | Ilhas Caimã       | 33.63 | 35.50 | x     |       |       |       | 35.50     |       |
| 98                | Brianna Smith      | Ilhas Caimã       | x     | x     | x     |       |       |       | NM        |       |
| 98                | Corinne Jemison    | Estados Unidos    | x     | x     | x     |       |       |       | NM        |       |
| 99                | Cedricka Williams  | Jamaica           |       |       |       |       |       |       | DNS       |       |

### Lançamento de martelo
22 de julho
| Posição           | Atleta             | Nacionalidade  | #1    | #2    | #3    | #4    | #5    | #6    | Resultado | Notas |
| ----------------- | ------------------ | -------------- | ----- | ----- | ----- | ----- | ----- | ----- | --------- | ----- |
| Medalha de ouro   | Jalani Davis       | Estados Unidos | x     | 60.82 | x     | x     | 63.81 | x     | 63.81     |       |
| Medalha de prata  | Yanielys Torres    | Porto Rico     | 55.36 | 56.79 | x     | 57.45 | 58.81 | x     | 58.81     |       |
| Medalha de bronze | Michaelle Valentin | Haiti          | 57.51 | 55.58 | x     | x     | x     | x     | 57.51     |       |
| 4                 | Sophie Pérez       | Guatemala      | x     | 57.39 | 54.06 | x     | 56.04 | 54.11 | 57.39     |       |

### Lançamento de dardo
22 de julho
| Posição           | Atleta         | Nacionalidade            | #1    | #2    | #3    | #4    | #5    | #6    | Resultado | Notas                 |
| ----------------- | -------------- | ------------------------ | ----- | ----- | ----- | ----- | ----- | ----- | --------- | --------------------- |
| Medalha de ouro   | Rhema Otabor   | Bahamas                  | 54.14 | 53.61 | 57.48 | 55.23 | 55.90 | x     | 57.48     | Recorde do campeonato |
| Medalha de prata  | Maura Huwalt   | Estados Unidos           | 49.25 | 45.54 | x     | 46.22 | 46.62 | 46.14 | 49.25     |                       |
| Medalha de bronze | Kimberly Smith | Ilhas Virgens Britânicas | 37.54 | x     | 34.89 | x     | –     | –     | 37.54     |                       |

### Heptatlo
21 – 22 de julho
| Posição | Atleta          | Nacionalidade  | 100 m | SA   | AP    | 200 m  | SD   | LD    | 800 m   | Pontos | Notas |
| ------- | --------------- | -------------- | ----- | ---- | ----- | ------ | ---- | ----- | ------- | ------ | ----- |
| 1       | Jadin O'Brien   | Estados Unidos | 13.90 | 1.68 | 13.75 | 24.42w | 5.81 | 38.02 | 2:20.52 | 5778   |       |
| 2       | Shaunece Miller | Bahamas        | 15.34 | 1.62 | 8.02  | 26.17w | 5.15 | 19.83 | 2:32.26 | 4291   |       |

## Resultado misto

### Revezamento 4x400 m
21 de julho
| Posição           | Raia | Nacinalidade   | Atletas                                                              | Tempo   | Notas                 |
| ----------------- | ---- | -------------- | -------------------------------------------------------------------- | ------- | --------------------- |
| Medalha de ouro   | 5    | Estados Unidos | Caleb Cavanaugh, Kiah Williams, Will Sumner, Bailey Lear             | 3:14.71 | Recorde do campeonato |
| Medalha de prata  | 4    | Jamaica        | Gregory Prince, Shaquena Foote, Enrique Webster, Garriel White       | 3:19.66 |                       |
| Medalha de bronze | 3    | Canadá         | Abdullahi Hassan, Olivia Cooper, Leroy Russell, Cassandra Williamson | 3:25.42 |                       |
| 4                 | 6    | Costa Rica     | Gary Altamirano, Naydelin Calderón, Shamayl Kooper, Melanie Vargas   | 3:39.59 |                       |

Legenda
| Recorde mundial       | Recorde mundial (World record)               |                       | Recorde africano                      | Recorde africano (African) |                                           | Q | Classificado por posição (Qualified) |
| Recorde do campeonato | Recorde do campeonato (Championship record)  | Recorde da América    | Recorde da América (Americas)         | q                          | Classificado por melhor tempo (Qualified) |   |                                      |
| Melhor marca do ano   | Melhor marca do ano (World leading)          | Recorde asiático      | Recorde asiático (Asian)              | DNS                        | Não largou (Did not start)                |   |                                      |
| Recorde nacional      | Recorde nacional (National record)           | Recorde europeu       | Recorde europeu (European)            | DNF                        | Não terminou (Did not finish)             |   |                                      |
| Recorde pessoal       | Recorde pessoal do atleta (Personal best)    | Recorde da Oceania    | Recorde da Oceania (Oceania)          | DSQ / DQ                   | Desclassificado (Disqualified)            |   |                                      |
| Recorde da temporada  | Recorde da temporada do atleta (Season best) | Recorde sul-americano | Recorde sul-americano (South America) | NM                         | Sem marca (No mark)                       |   |                                      |